# Brednäbbad cettia
Brednäbbad cettia (Tickellia hodgsoni) är en mycket liten asiatisk fågel i familjen cettior inom ordningen tättingar.

## Utseende och levnadssätt
Brednäbbad cettia är en mycket liten fågel med en kroppslängd på endast tio centimeter. På huvudet syns en kastanjefärgad hätta, vit ögonring och grå örontäckare. Vidare är strupe och bröst grå, buken gul och ovansidan grönaktig. Stjärten har vita inslag och vingarna saknar vingband. Arten trivs i undervegetation i städsegröna skogar.

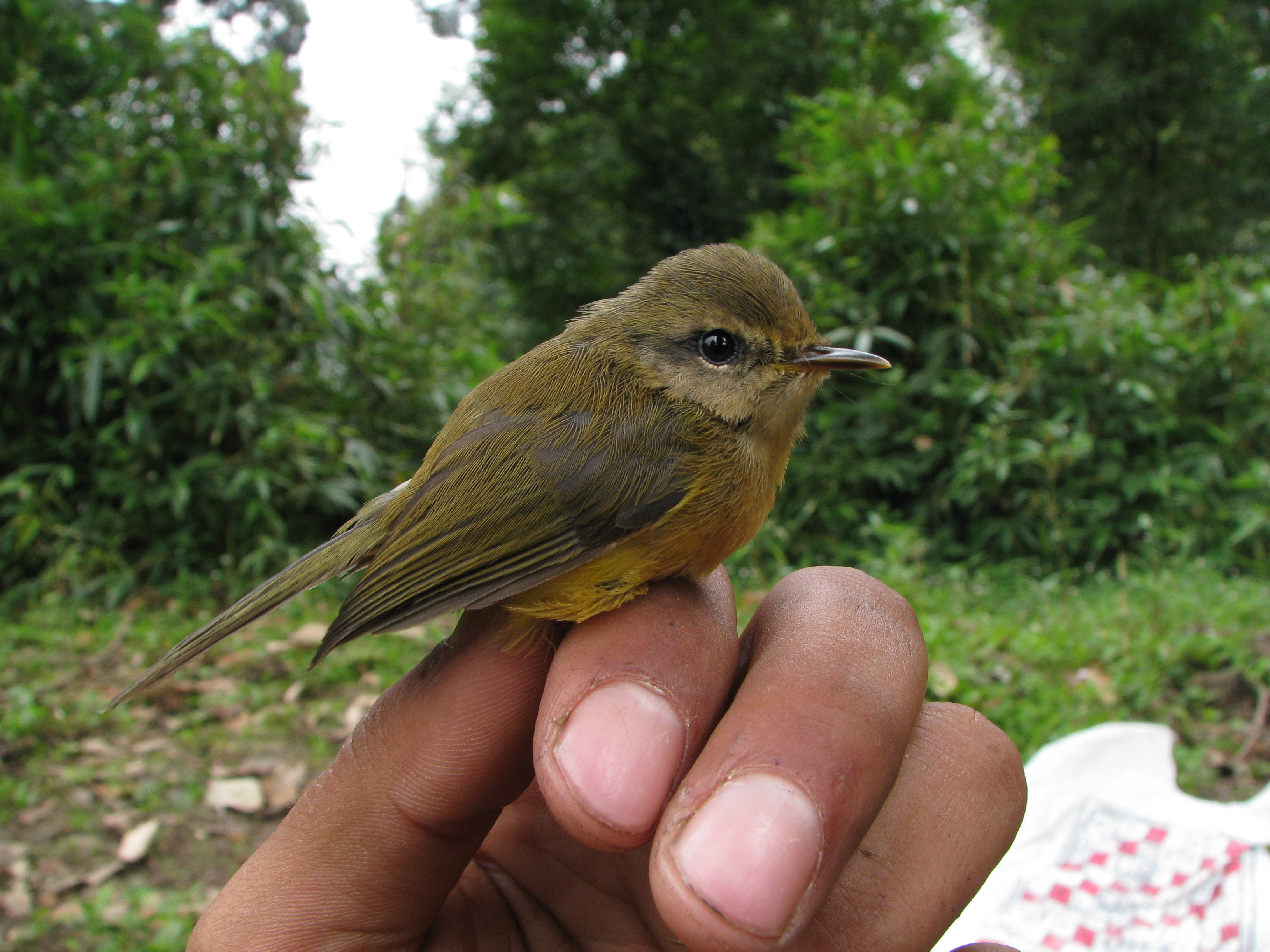
Ungfågel

## Utbredning och systematik
Brednäbbad cettia delas in i två underarter med följande utbredning.
- T. h. hodgsoni – förekommer från Nepal till nordöstra Indien och västra Myanmar
- T. h. tonkinensis – sydvästra Kina (sydöstra Yunnan) till norra Laos och nordvästra Tonkin

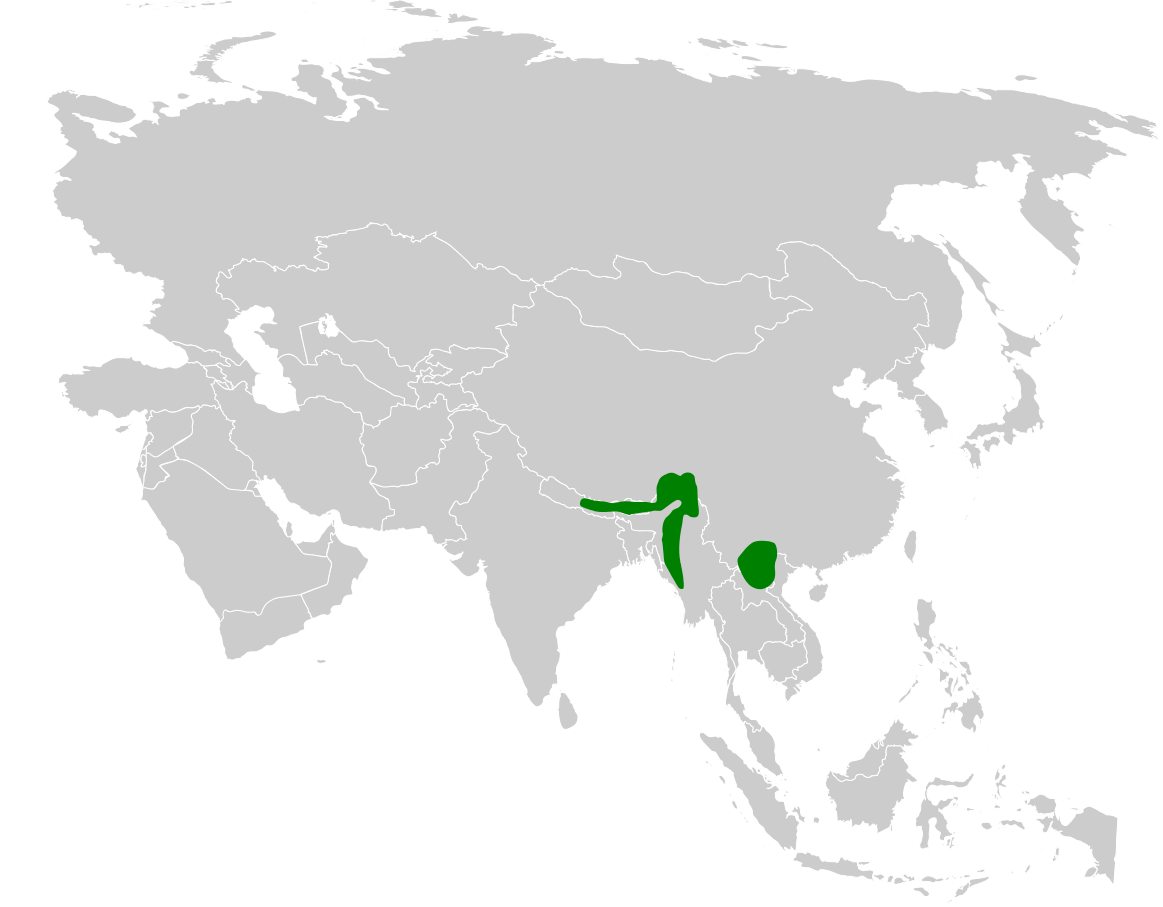
Artens utbredningsområde.

### Familjetillhörighet
Traditionellt har arten placerats i den stora familjen Sylviidae och ansågs stå nära de morfologiskt liknande sångarna i släktet Seicercus. DNA-studier har dock visat att Sylviidae inte är en naturlig gruppering, där sångarna visserligen till stor del är nära släkt med varandra, men även med exempelvis svalor, bulbyler och lärkor. Idag delas denna familj därför upp i ett antal mindre, bland annat lövsångare, cettior, rörsångare och gräsfåglar. Ytterligare DNA-studier visar vidare i denna uppdelning att Tickellia snarare har sin hemvist i familjen cettior (Cettiidae eller Scotocercidae) än med Seicercus-sångarna som istället placeras bland lövsångarna (Phylloscopidae). Den har därför tilldelats ett nytt svenskt trivialnamn, från det tidigare brednäbbad sångare.

### Släktestillhörighet
Arten har tidigare placerats i Abroscopus, men förs numera till det egna släktet Tickellia. DNA-studier visar att dess närmaste släktingar är cettisångare i släktet Horornis (tidigare inkluderat i Cettia).

## Status och hot
Arten har ett stort utbredningsområde och en stor population, men tros minska i antal till följd av habitatförstörelse och fragmentering, dock inte tillräckligt kraftigt för att den ska betraktas som hotad. Internationella naturvårdsunionen IUCN kategoriserar därför arten som livskraftig (LC). Världspopulationen har inte uppskattats men den beskrivs som sällsynt och lokalt förekommande.

## Namn
Fågelns vetenskapliga artnamn hedrar Brian Houghton Hodgson (1800-1894), engelsk diplomat, etnolog och naturforskare boende i Nepal 1833-1844. Släktesnamnet hedrar Samuel Richard Tickell (1811-1875), överste i British Army i Indien, Nepal och Burma samt fältornitolog och konstnär.